# Siège de Tlemcen (1335-1337)
Pour les articles homonymes, voir Siège de Tlemcen.
Le siège de Tlemcen de 1335 à 1337 est une opération militaire contre la ville de Tlemcen, capitale du royaume zianide de Tlemcen au Maghreb central, menée par le sultan Abu al-Hasan ben Uthman, de la dynastie mérinide. Le siège dure deux ans de 1335 à 1337, et finit par la chute de la ville aux mains des Mérinides. Le sultan zianide, Abû Tâshfîn, et ses trois fils meurent dans le combat,. La victoire d'Abu al-Hasan entraine l'annexion du royaume de Tlemcen à l'Empire mérinide durant un quart de siècle.